# East-Nooksack-Gletscher
Der East-Nooksack-Gletscher liegt im North Cascades National Park im US-Bundesstaat Washington, an den Osthängen des Mount Shuksan. Der East-Nooksack-Gletscher ist nur 0,70 mi (1,13 km) lang, füllt aber den oberen Bereich des Nooksack Cirque genannten Kessels, der sich über mehr als 2 mi (3,2 km) erstreckt. Der East-Nooksack-Gletscher ist in seinem höchstgelegenen Abschnitt auf 7.800 ft (2.377 m) mit dem Crystal Glacier verbunden. Er reicht vom Nooksack Tower im Nordwesten bis zum Seahpo Peak im Südosten. Sein Schmelzwasser speist den Nooksack River.

## Weblinks

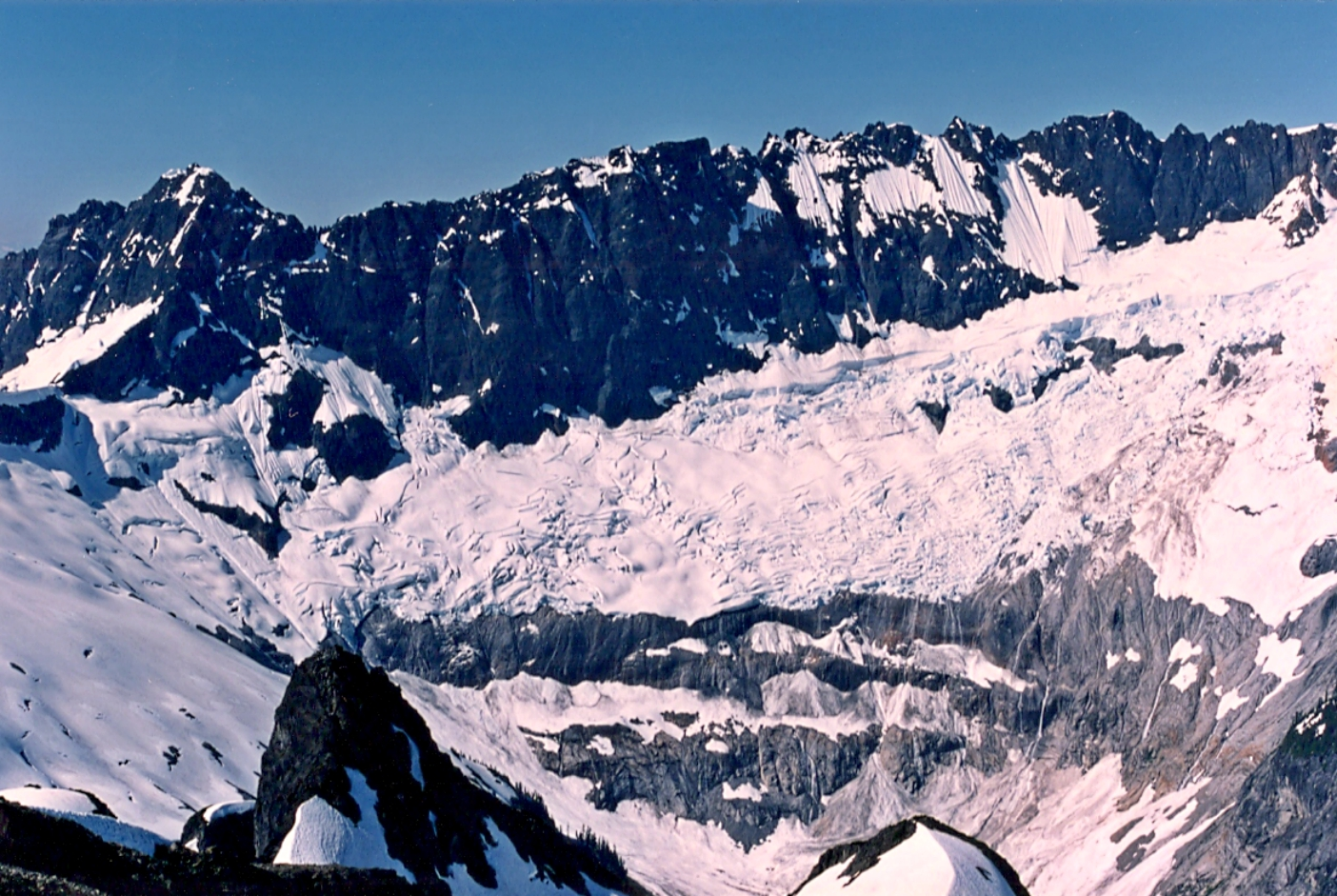
Der East-Nooksack-Gletscher vor dem Grat des Mount Shuksan